# Нелюбина, Нина Ивановна
Ни́на Ива́новна Нелю́бина — советский и российский архитектор. Заслуженный строитель УАССР (1970), почётный архитектор Удмуртской Республики (2009), лауреат Государственной премии УАССР (1985), член Союза архитекторов России (1961).

## Биография
Нина Ивановна Нелюбина родилась 26 января 1924 года в г. Калачинск Омской области. В 1949 году окончила МАрхИ. В 1949—1983 гг. работала в «Удмуртгоспроекте» — институте «Удмуртгражданпроект», а также вела общественную работу в Союзе архитекторов СССР. По проектам Нелюбиной Ижевск начал застраиваться ещё в 50-е годы. Самый значительный проект Нины Ивановны — проект Центральной площади Ижевска. За него в 1985 году она была удостоена Государственной премии Удмуртской Республики.

## Основные работы в Ижевске
- Реконструкция зала заседаний Дома правительства под Удмуртский музыкально-драматический театр (1959);
- Жилые дома по ул. Пушкинской (в соавторстве, 1950-е гг.);
- Проекты застройки микрорайонов в жилом районе «Буммаш» (1960-е гг.), по ул. Береговой (1960—1970-е гг.);
- Благоустройство набережной Ижевского пруда (1980-е гг.);
- Студенческое общежитие и пристрой к корпусам № 2, 4 УГПИ—УдГУ (1970—1980-е гг.);
- Эспланада — ансамбль Центральной площади (в соавторстве; Государственная премия УАССР, 1985)[2].